# Izvor (stacja metra)
Izvor – stacja metra w Bukareszcie, na linii M1. Stacja została otwarta w 1979.